# Лазарович Микола Васильович
Мико́ла Васи́льович Лазаро́вич (нар. 17 березня 1963, с. Баня-Березів, Україна) — український історик, політолог, громадський діяч, кандидат історичних наук (1996), доктор політичних наук (2014), професор (2016), почесний професор Тернопільського національного економічного університету (2018), заслужений працівник освіти України (2009).

## Життєпис
Микола Лазарович народився 17 березня 1963 року в селі Бані-Березовій, нині Яблунівської громади Косівського району Івано-Франківської области України.
Закінчив механічне відділення Коломийського технікуму механічної обробки деревини (1982), Кам'янець-Подільський державний педагогічний інститут (1989, з відзнакою). Працював слюсарем ремонтно-механічної майстерні Берегівського меблевого комбінату (1981—1982, Закарпатська область), старшим майстром ремонтно-механічного цеху Балтського меблевого комбінату (1982), завідувачем бібліотеки Чемеровецького медичного училища (1988), головою профкому (1989—1990), викладачем (1990—1993)  Кременецького педагогічного училища імені Тараса Шевченка, від 1993 — в Тернопільській академії народного господарства (нині Західноукраїнський національний університет): старший викладач (1995—1997), доцент (1997—2005), т. в. о. завідувача (2005—2006), завідувач (2006—2008); член профспілкового комітету (2005—2020); доцент (2008—2014), професор (2014—2019) катедри документознавства, інформаційної діяльності та українознавства; директор Центру інформаційної аналітики (від 2019); професор (від 2019) катедри інформаційної та соціокультурної діяльності; професор (від 2020) катедри філософії та політології.
У 1982—1984 роках проходив службу в армії. Від 14 лютого 2015 до 22 січня 2016 року — доброволець російсько-української війни (позивний «Професор»); старший сержант, командир взводу 14-ї ОМБр Збройних сил України. Вдруге прийшов добровольцем на війну в лютому 2022 (позивний «Васильович»), брав участь у бойових діях на Харківщині і Донеччині та після двох поранень був комісований військово-лікарською комісією влітку 2022 року та восени того ж року повернувся до наукової роботи і викладання.

### Громадсько-політична діяльність
Депутат Кам'янець-Подільської міської ради (1987).
Активний учасник Помаранчевої революції та Революції гідності.
29 листопада 2018 року взяв участь у встановленні меморіальної дошки в селі Гужівці Чернігівської области на честь місцевого уродженця, учасника підпілля ОУН і УПА, керівника осередку ОУН Василя Теребуна.

### Родина
Одружений (1986), з дружиною Наталкою виховують сина Олега (нар. 1987).

## Доробок
Автор понад 570 наукових і навчально-методичних праць, зокрема 33 монографій, 14 видань підручників і навчальних посібників з економічної історії, 19 видань — з історії України, 3 видань — із політичного менеджменту та понад 130 публіцистичних статей, дописів.
Книги та підручники:
- «Українські Січові Стрільці: національно-політична та культурно-просвітницька діяльність» (2000);
- «Чорна тінь Голодомору 1932—1933 років над Тернопіллям» (2003);
- «Культурно-просвітницька діяльність Українських Січових Стрільців у роки Першої світової війни» (2003);
- «Гей ви, стрільці січовії» (2004);
- «Легіон Українських Січових Стрільців: формування, ідея, боротьба» (2005);
- «Економічна історія України» (2004, підручник);
- «Історія України» (2008);
- «Історія економіки та економічної думки» (2008);
- «Ілюстрована історія України» (2007);
- «Не погасне біль Голодомору» (2007);
- «Голодомор 1932–1933 років в Україні: передумови, механізми здійснення, наслідки» (2008);
- «Історія України» (2013);
- «Етнополітика української влади доби національно-визвольних змагань 1917–1921 років» (2013);
- «Російсько-українська війна (2014-2017 роки): короткий нарис» (2018)[8]

Сфера наукових інтересів — політична історія українського національно-визвольного руху 1914—1921 рр., Голодомор 1932—1933 рр., українсько-російські відносини, російсько-українська війна (2014-дотепер).
Головний редактор фахового наукового збірника «Українська наука: минуле, сучасне, майбутнє» (2007—2017). Заступник голови редакційної колегії довідково-біографічного видання «Тернопільський національний економічний університет: історія, звершення, особистості» (2006). Член редколегій, зокрема періодичних видань, як «Evropsky politicky a pravni diskurz» (Брно, Чехія), «Прикарпатський вісник НТШ. Серія : Думка» (Івано-Франківськ), «Вісник Донецького національного університету ім. В. Стуса. Серія: Політологія» (Вінниця); «Гуманітарні студії: історія та педагогіка» (Тернопіль, 2017—2018 рр.); ілюстрованої історії «ЗУНР, 1918—1923» (Львів та Івано-Франківськ); енциклопедичного видання «Тернопільщина. Історія міст і сіл»; 4-томної енциклопедії «Західно-Українська Народна Республіка 1918—1923» (Івано-Франківськ, 2018—2021) та інших.

## Нагороди
- заслужений працівник освіти України (2009);
- всеукраїнська літературно-мистецька премія імені Братів Богдана та Левка Лепких (2011);
- Тернопільська обласна премія імені Петра Медведика (2014)[9];
- премія імені Стефана Федака (2016);
- лауреат конкурсу «Людина року — 2015» (Тернопільщина)[10];
- «100 кращих тернополян 2015»[11];
- відзнака Президента України «За участь в антитерористичній операції» (2016);
- відзнака головнокомандувача Збройних сил України «Учасник АТО» (2016);
- відзнака Тернопільської ОДА «За заслуги перед Тернопільщиною» імені Ярослава Стецька (2022)[12];
- відзнака Тернопільсько-Зборівської архиєпархії та митрополії УГКЦ на честь Патріарха Йосифа Сліпого «Великого бажайте» (2023)[13][14].